# Grand Prix automobile du Japon 1998
GP précédent GP suivant
Le Grand Prix automobile du Japon 1998 (1998 Fuji Television Japanese Grand Prix). disputé sur le circuit de Suzuka le 1er novembre 1998, est la 630e épreuve du championnat du monde de Formule 1 courue depuis 1950 et la seizième et dernière manche du championnat 1998.

## Enjeux du Grand Prix
Dernier Grand Prix de la saison 1998, deux pilotes sont encore en lice pour le titre de champion du monde des pilotes : Mika Häkkinen (90 points) et Michael Schumacher (86 points).
Pour être sacré champion, Mika Häkkinen doit : terminer devant Schumacher ou terminer deuxième derrière Schumacher ou terminer cinquième si Schumacher est deuxième.
De son côté, pour être sacré champion, Michael Schumacher doit : gagner et Häkkinen ne fait pas mieux que troisième ou terminer deuxième et Häkkinen ne fait pas mieux que sixième.
En cas d'égalité de points entre les deux pilotes, Häkkinen serait sacré champion au bénéfice de son plus grand nombre de victoires ou de deuxièmes places.

## Résultats des qualifications
| Pos.                           | No | Pilote                | Écurie              | Temps    | Écart  |
| ------------------------------ | -- | --------------------- | ------------------- | -------- | ------ |
| 1                              | 3  | Michael Schumacher    | Ferrari             | 1:36.293 | —      |
| 2                              | 8  | Mika Häkkinen         | McLaren-Mercedes    | 1:36.471 | +0.178 |
| 3                              | 7  | David Coulthard       | McLaren-Mercedes    | 1:37.496 | +1.203 |
| 4                              | 4  | Eddie Irvine          | Ferrari             | 1:38.197 | +1.904 |
| 5                              | 2  | Heinz-Harald Frentzen | Williams-Mecachrome | 1:38.272 | +1.979 |
| 6                              | 1  | Jacques Villeneuve    | Williams-Mecachrome | 1:38.448 | +2.155 |
| 7                              | 10 | Ralf Schumacher       | Jordan-Mugen-Honda  | 1:38.461 | +2.168 |
| 8                              | 9  | Damon Hill            | Jordan-Mugen-Honda  | 1:38.603 | +2.310 |
| 9                              | 6  | Alexander Wurz        | Benetton-Playlife   | 1:38.959 | +2.666 |
| 10                             | 5  | Giancarlo Fisichella  | Benetton-Playlife   | 1:39.080 | +2.787 |
| 11                             | 15 | Johnny Herbert        | Sauber-Petronas     | 1:39.234 | +2.941 |
| 12                             | 14 | Jean Alesi            | Sauber-Petronas     | 1:39.448 | +3.155 |
| 13                             | 11 | Olivier Panis         | Prost-Peugeot       | 1:40.037 | +3.744 |
| 14                             | 12 | Jarno Trulli          | Prost-Peugeot       | 1:40.111 | +3.818 |
| 15                             | 17 | Mika Salo             | Arrows              | 1:40.387 | +4.094 |
| 16                             | 18 | Rubens Barrichello    | Stewart-Ford        | 1:40.502 | +4.209 |
| 17                             | 21 | Toranosuke Takagi     | Tyrrell-Ford        | 1:40.619 | +4.326 |
| 18                             | 16 | Pedro Diniz           | Arrows              | 1:40.687 | +4.394 |
| 19                             | 19 | Jos Verstappen        | Stewart-Ford        | 1:40.943 | +4.650 |
| 20                             | 22 | Shinji Nakano         | Minardi-Ford        | 1:41.315 | +5.022 |
| 21                             | 23 | Esteban Tuero         | Minardi-Ford        | 1:42.358 | +6.065 |
| Règle des 107% (en) : 1:43.033 |    |                       |                     |          |        |
| Nq.                            | 20 | Ricardo Rosset        | Tyrrell-Ford        | 1:43.259 | +6.966 |

## Classement
| Pos. | No | Pilote                | Écurie              | Tours | Temps/Abandon                      | Grille | Points |
| ---- | -- | --------------------- | ------------------- | ----- | ---------------------------------- | ------ | ------ |
| 1    | 8  | Mika Häkkinen         | McLaren-Mercedes    | 51    | 1 h 27 min 22 s 535 (205,364 km/h) | 2      | 10     |
| 2    | 4  | Eddie Irvine          | Ferrari             | 51    | + 6 s 491                          | 4      | 6      |
| 3    | 7  | David Coulthard       | McLaren-Mercedes    | 51    | + 27 s 662                         | 3      | 4      |
| 4    | 9  | Damon Hill            | Jordan-Mugen-Honda  | 51    | + 1 min 13 s 491                   | 8      | 3      |
| 5    | 2  | Heinz-Harald Frentzen | Williams-Mecachrome | 51    | + 1 min 13 s 857                   | 5      | 2      |
| 6    | 1  | Jacques Villeneuve    | Williams-Mecachrome | 51    | + 1 min 15 s 867                   | 6      | 1      |
| 7    | 14 | Jean Alesi            | Sauber-Petronas     | 51    | + 1 min 36 s 053                   | 12     |        |
| 8    | 5  | Giancarlo Fisichella  | Benetton-Playlife   | 51    | + 1 min 41 s 302                   | 10     |        |
| 9    | 6  | Alexander Wurz        | Benetton-Playlife   | 50    | + 1 tour                           | 9      |        |
| 10   | 15 | Johnny Herbert        | Sauber-Petronas     | 50    | + 1 tour                           | 11     |        |
| 11   | 11 | Olivier Panis         | Prost-Peugeot       | 50    | + 1 tour                           | 13     |        |
| 12   | 12 | Jarno Trulli          | Prost-Peugeot       | 48    | Moteur                             | 14     |        |
| Abd. | 22 | Shinji Nakano         | Minardi-Ford        | 40    | Accélérateur                       | 20     |        |
| Abd. | 3  | Michael Schumacher    | Ferrari             | 31    | Crevaison                          | 1      |        |
| Abd. | 21 | Toranosuke Takagi     | Tyrrell-Ford        | 28    | Collision                          | 17     |        |
| Abd. | 23 | Esteban Tuero         | Minardi-Ford        | 28    | Collision                          | 21     |        |
| Abd. | 18 | Rubens Barrichello    | Stewart-Ford        | 25    | Panne hydraulique                  | 16     |        |
| Abd. | 19 | Jos Verstappen        | Stewart-Ford        | 21    | Transmission                       | 19     |        |
| Abd. | 17 | Mika Salo             | Arrows              | 14    | Panne hydraulique                  | 15     |        |
| Abd. | 10 | Ralf Schumacher       | Jordan-Mugen-Honda  | 13    | Moteur                             | 7      |        |
| Abd. | 16 | Pedro Diniz           | Arrows              | 2     | Sortie de piste                    | 18     |        |
| Nq.  | 20 | Ricardo Rosset        | Tyrrell-Ford        |       | Non qualifié                       |        |        |

## Pole position et record du tour
- Pole position : Michael Schumacher en 1 min 36 s 293 (vitesse moyenne : 219,231 km/h).
- Meilleur tour en course : Michael Schumacher en 1 min 40 s 190 au 19e tour (vitesse moyenne : 210,704 km/h).

## Tours en tête
- Mika Häkkinen : 51 (1-51)

## Statistiques
- 9e victoire pour Mika Häkkinen.
- 116e victoire pour McLaren en tant que constructeur.
- 21e victoire pour Mercedes en tant que motoriste.
- 430e et dernier Grand Prix pour l'écurie Tyrrell Racing.

## Classements généraux à l'issue de la course
| Pos. | Pilote                | Écurie              | Points |
| ---- | --------------------- | ------------------- | ------ |
| 1    | Mika Häkkinen         | McLaren-Mercedes    | 100    |
| 2    | Michael Schumacher    | Ferrari             | 86     |
| 3    | David Coulthard       | McLaren-Mercedes    | 56     |
| 4    | Eddie Irvine          | Ferrari             | 47     |
| 5    | Jacques Villeneuve    | Williams-Mecachrome | 21     |
| 6    | Damon Hill            | Jordan-Mugen-Honda  | 20     |
| 7    | Heinz-Harald Frentzen | Williams-Mecachrome | 17     |
| 8    | Alexander Wurz        | Benetton-Playlife   | 17     |
| 9    | Giancarlo Fisichella  | Benetton-Playlife   | 16     |
| 10   | Ralf Schumacher       | Jordan-Mugen-Honda  | 14     |
| 11   | Jean Alesi            | Sauber-Petronas     | 9      |
| 12   | Rubens Barrichello    | Stewart-Ford        | 4      |
| 13   | Mika Salo             | Arrows              | 3      |
| 14   | Pedro Diniz           | Arrows              | 3      |
| 15   | Johnny Herbert        | Sauber-Petronas     | 1      |
| 16   | Jan Magnussen         | Stewart-Ford        | 1      |
| 17   | Jarno Trulli          | Prost-Peugeot       | 1      |

| Pos. | Écurie              | Points |
| ---- | ------------------- | ------ |
| 1    | McLaren-Mercedes    | 156    |
| 2    | Ferrari             | 133    |
| 3    | Williams-Mecachrome | 38     |
| 4    | Jordan-Mugen-Honda  | 34     |
| 5    | Benetton-Playlife   | 33     |
| 6    | Sauber-Petronas     | 10     |
| 7    | Arrows              | 6      |
| 8    | Stewart-Ford        | 5      |
| 9    | Prost-Peugeot       | 1      |